# Marske (häst)
Marske, född 1750 på stuteriet Marske Hall i Yorkshire, var ett engelskt fullblod och en galopphäst som var verksam under 1700-talet. Även om Marske aldrig blev en utmärkande galopphäst är han även känd som far till tidernas största galopphäst Eclipse och för att ha influerat utvecklingen av den brittiska ponnyrasen New Forest.

## Historia
Marske föddes 1750 på stuteriet Marske Hall i Yorkshire, England, som också gav honom hans namn. Redan som föl såldes Marske till prins Vilhelm August, hertigen av Cumberland, i utbyte mot ett fuxfärgat Arabiskt fullblod.
1754 vann Marske sin första betydelsefulla seger när han Jockey Club Plate i Newmarket. Han vann även flera mindre lopp under året, men året efter kom han enbart trea i Newmarket och fick inte tävla förrän 1756, då han förlorade både loppen. Efter detta blev Marske istället satt i avel, hos sin ägare, hertigen av Cumberlands eget stuteri, där han stod ända fram till hertigens död 1765. Marske var fortfarande inte speciellt högt ansedd varken som galopphäst eller som avelshäst och såldes då till kötthandlaren William Wildman för enbart 20 pund, tillsammans med en av hans avkommor, Eclipse.
När Eclipse sedan började vinna och visade en stor talang som galopphäst och då ökade även intresset för Marske som avelshäst. Han såldes för över 1000 pund till earlen av Abingdon där han stod som avelshingst tills han dog.

## Avel
Marske blev mer betydelsefull som avelshingst än som galopphäst. Främst blev Marske känd som far till Eclipse, som räknas som den snabbaste galopphästen någonsin.
Marske blev även far till flera topphästar. De avkommor som inte gjorde succé på banan blev oftast stora inom aveln och producerade flera vinnare och topphästar. Marske lånades även ut till avel inom andra raser för att producera körhästar eller ridhästar och framförallt var han en del i utvecklingen av New Forest-ponnyn, även om det kan diskuteras om hur stor inverkan han hade på rasen i helhet.